# Полоховка
Полоховка (укр. Полохівка) — село в Смолинской поселковой общине Новоукраинского района Кировоградской области Украины.
До 2020 года входило в Маловисковский район
Население по переписи 2001 года составляло 45 человек. Почтовый индекс — 26212. Телефонный код — 5258. Код КОАТУУ — 3523182404.